# Viação Alto Petrópolis
A Viação Alto Petrópolis (mais conhecida pela sigla VAP) é uma empresa de transporte coletivo brasileira com sede em Porto Alegre.

## Histórico

### VAP Porto Alegre
A empresa foi fundada em 23 de maio de 1957 com o nome Expresso Alto Petrópolis na Rua Santa Madalena. Em 1966 muda a razão social para Viação Alto Petrópolis Ltda. Com a expansão de seus serviços e de sua frota, os sócios resolveram mudar a localização da sede da VAP, para a Av. Protásio Alves, endereço em que até hoje está localizada.
Em 1985 a VAP foi adquirida pela Auto Viação Presidente Vargas Ltda. e pela Viação Estoril e vem sendo administrada pelos Srs. Ênio Roberto Dias dos Reis e Antônio Augusto Geraldes, os quais contam com apoio de seus 550 colaboradores. Atualmente a empresa é associada ao Consórcio Unibus. Opera com o prefixo 44XX.

### VAP Jary
A empresa começa a operar linha intermunicipal na década de 1980 por meio da Empresa Stella, que na época tinha concessão de operar linha para o bairro Stella Maris, em Alvorada. No início dos anos 1990, a linha é passada para a SOUL fazendo que a empresa seja extinta e substituída pela VAP Jary. Desde 1992, a empresa faz uma linha ligando o Centro Histórico de Porto Alegre e a região da avenida Protásio Alves, em Porto Alegre ao loteamento Parque Índio Jari, no município de Viamão. A empresa está registrada no DAER com o número 111 e seu prefixo no SETM da Metroplan é o 20XXX.

## Frota
A frota da VAP Porto Alegre é composta por ônibus das carrocerias: Mega 2004 e Mega 2006 da Neobus, Svelto NS e Svelto 2008 da Comil, montados sobre os chassis OF-1721, OF-1722M e O-500M da Mercedes-Benz.
A frota da VAP Jary é composta por ônibus da carroceria Mega 2000 montados sobre o chassi OH-1621LE da Mercedes-Benz.